# Башанија
Башанија (итал. Bassania) је насељено место у Републици Хрватској у Истарској жупанији. Административно је у саставу Града Умага.

## Становништво
Према попису становништва из 2011. године у насељу Башанија је живело 256 становника у 108 домаћинстава.
Кретање броја становника по пописима 1857—2001.
| година пописа  | 1857. | 1869. | 1880. | 1890. | 1900. | 1910. | 1921. | 1931. | 1948. | 1953. | 1961. | 1971. | 1981. | 1991. | 2001. | 2011. |
| бр. становника | 0     | 0     | 126   | 112   | 170   | 192   | 0     | 0     | 269   | 215   | 277   | 282   | 310   | 284   | 243   | 256   |

Напомена:У 1857, 1869, 1921. i 1931. подаци су садржани у насељу Умаг. У 1971. у ово насеље је укључен је и 71 становник, који је у попису био исказан у насељу Савудрија.

## Попис1991.
На попису становништва 1991. године, насељено место Башанија је имало 284 становника, следећег националног састава:
| Попис 1991.‍  | Попис 1991.‍  | Попис 1991.‍ | Попис 1991.‍ | Попис 1991.‍ |
| ------------ | ------------ | ----------- | ----------- | ----------- |
|              |              |             |             |             |
| Италијани    | Италијани    |             | 99          | 34,85%      |
| Хрвати       | Хрвати       |             | 87          | 30,63%      |
| Словенци     | Словенци     |             | 20          | 7,04%       |
| Турци        | Турци        |             | 5           | 1,76%       |
| Југословени  | Југословени  |             | 4           | 1,40%       |
| Срби         | Срби         |             | 4           | 1,40%       |
| Црногорци    | Црногорци    |             | 1           | 0,35%       |
| неопредељени | неопредељени |             | 28          | 9,85%       |
| регион. опр. | регион. опр. |             | 30          | 10,56%      |
| непознато    | непознато    |             | 6           | 2,11%       |
| укупно: 284  |              |             |             |             |